# Gato balinés

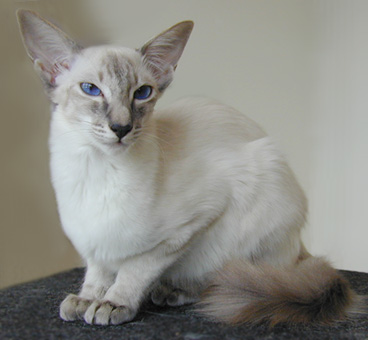

El gato balinés es una raza de gato doméstico derivada del gato siamés, lograda por cruzamientos con gatos de pelo largo, para obtener un animal con una complexión y variedades de colores similares a la del siamés, pero con un pelo largo, sedoso y abundante.
Su origen se encuentra en Indonesia, aunque no se lo reconoció como raza oficialmente hasta la década de 1960. A diferencia de lo que se podría pensar, su nombre no hace referencia a su lugar de origen, sino que le fue dado por los primeros criadores para mantener una cierta referencia oriental.

## Características
Es un gato muy leal a su dueño. Puede ser indiferente a los demás miembros de la familia en caso de que tenga un gran afecto a un miembro determinado de la misma.
Tiene una buena musculatura. Sus extremidades son delgadas, siendo las posteriores más altas que las anteriores. Es muy dulce y le gusta estar en compañía de otros animales. Siempre está tratando de llamar la atención con sus travesuras o simplemente pide que lo alzen; a diferencia del gato siamés, no es un gato que salte a menos que se lo permitan. Su voz es más melodiosa y más suave, y su personalidad tiene un toque de tranquilidad que lo hacen parecer un gato muy aristocrático. Es muy leal a su dueño, extremadamente dócil y convive perfectamente con niños.

## Estándar de la Federación Internacional Felina

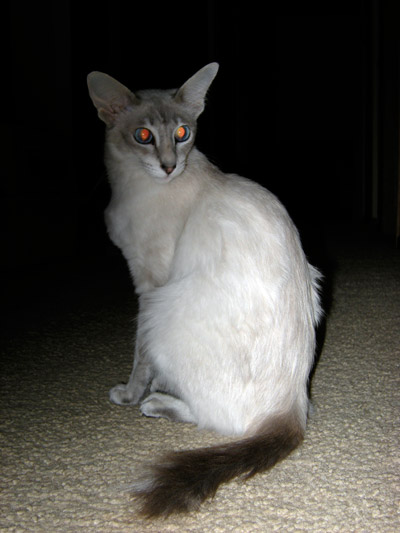
El gato balinés tiene la cabeza triangular.

Según el estándar de la Federación Internacional Felina,[cita requerida] el gato balinés ideal es esbelto, elegante, con líneas largas que se afinan, elástico y musculoso. Tamaño mediano.
- Cabeza: Tamaño mediano, proporcionada con el cuerpo. Equilibrada, tiene forma de cuña con líneas rectas. La cuña comienza en la nariz y gradualmente aumenta en ancho hacia las orejas con líneas rectas. No debería haber depresión a la altura de los bigotes. El cráneo de perfil es ligeramente convexo. Nariz larga y recta, continuando la línea desde la frente sin ninguna rotura. Hocico angosto. Mentón y mandíbula de tamaño mediano. La punta del mentón forma una línea vertical con la punta de la nariz.

- Orejas: Grandes y en punta, anchas en la base. En cuanto a la ubicación, continuarán las líneas de la cuña. Las puntas de las orejas no se inclinarán hacia el frente.

- Ojos: De tamaño mediano y ni protuberantes ni hundidos. De forma almendrada y ligeramente oblicuos hacia la nariz para continuar armoniosamente las líneas de la cuña. El color deber ser puro y límpido, de un brillante azul intenso.

- Cuello: Largo y esbelto.

- Cuerpo y estructura: Largo y esbelto, bastante musculoso pero delicado y elegante. Los hombros no serán más anchos que las caderas.

- Patas: Largas y finas, proporcionadas con el cuerpo. Pies pequeños y ovales.

- Cola: Muy larga, fina incluso en la base. Afinándose hacia la punta.

- Manto: Fino y sedoso. De un largo mediano en el cuerpo, algo más largo en el collar, hombros y en la cola, cuyo pelaje se verá erizado. No tendrá subpelo lanoso. La máscara de la cara, puntos en las orejas, patas y cola deben corresponder a puntos de color lo más parejos posible. La máscara no se extenderá sobre toda la cabeza sino que se conectará con las orejas por medio de trazas de color. El color del cuerpo debe ser parejo. Se permiten sombras claras en los flancos, pero debe haber un claro contraste entre los puntos y el color del cuerpo.

- Nota: Se permiten ligeras sombras en el cuerpo armonizadas con los puntos de color. En gatos mayores se permitirá un color de cuerpo más profundo.

- Balinés: Se prohíben cruzamientos de sia/bal de cualquier variedad de color con silver. Se podrá hacer una excepción por pedido especial del criador al comité nacional de cría. En estos casos el comité determinará el color de la camada.

- Faltas: Manchas en el vientre o en los flancos, pelos blancos, claros o jaspeado en los puntos, barras y rayas en los puntos, excepto para las variedades “tabby”.

- Faltas que niegan certificado: Contraste insuficiente entre los puntos y el color del cuerpo.

- Descalifica: Cualquier color de ojos que no sea azul. Manchas blancas en el cuerpo o en los dedos. Bizquera y nudo en cola.

## Variedades de colores
El gato balinés se presenta en todas las variedades permitidas al siamés: Foca, Azul, Lila, Chocolate, Rojo, Crema, Tortie y Tabbies.